# 駐日エジプト大使館
駐日エジプト大使館（アラビア語: سفارة مصر في اليابان、英語: Embassy of Egypt in Japan）は、エジプトが日本の首都東京に設置している大使館である。在東京エジプト大使館（アラビア語: سفارة مصر في طوكيو、英語: Embassy of Egypt in Tokyo）とも。
1952年、サンフランシスコ平和条約の発効により日本国が独立、エジプトも同条約締結国のうちの一国。1953年、エジプトが駐日エジプト公使館（在東京エジプト公使館）を開設した。1954年、公使館が大使館に昇格した。

## 所在地
| 日本語     | 〒153-0042 東京都目黒区青葉台1-5-4                                                  |
| アラビア語 | اوباداي 4-5-1، ميجورو-كو، طوكيو 0042-153 / اوباداي ٤-٥-١، ميجورو-كو، طوكيو ٠٠٤٢-١٥٣ |
| 英語       | 1-5-4, Aobadai, Meguro-ku, Tokyo 153-0042                                           |
| アクセス   | 東急東横線代官山駅正面口                                                            |

## 大使
2021年12月27日より、モハメド・アブバクル・サレー・ファッターフが特命全権大使を務めている。
歴代大使からは閣僚を輩出している。1993年から1997年にかけて駐日大使を務めていたナビル・ファハミが、外務大臣として奉職した。

## ギャラリー

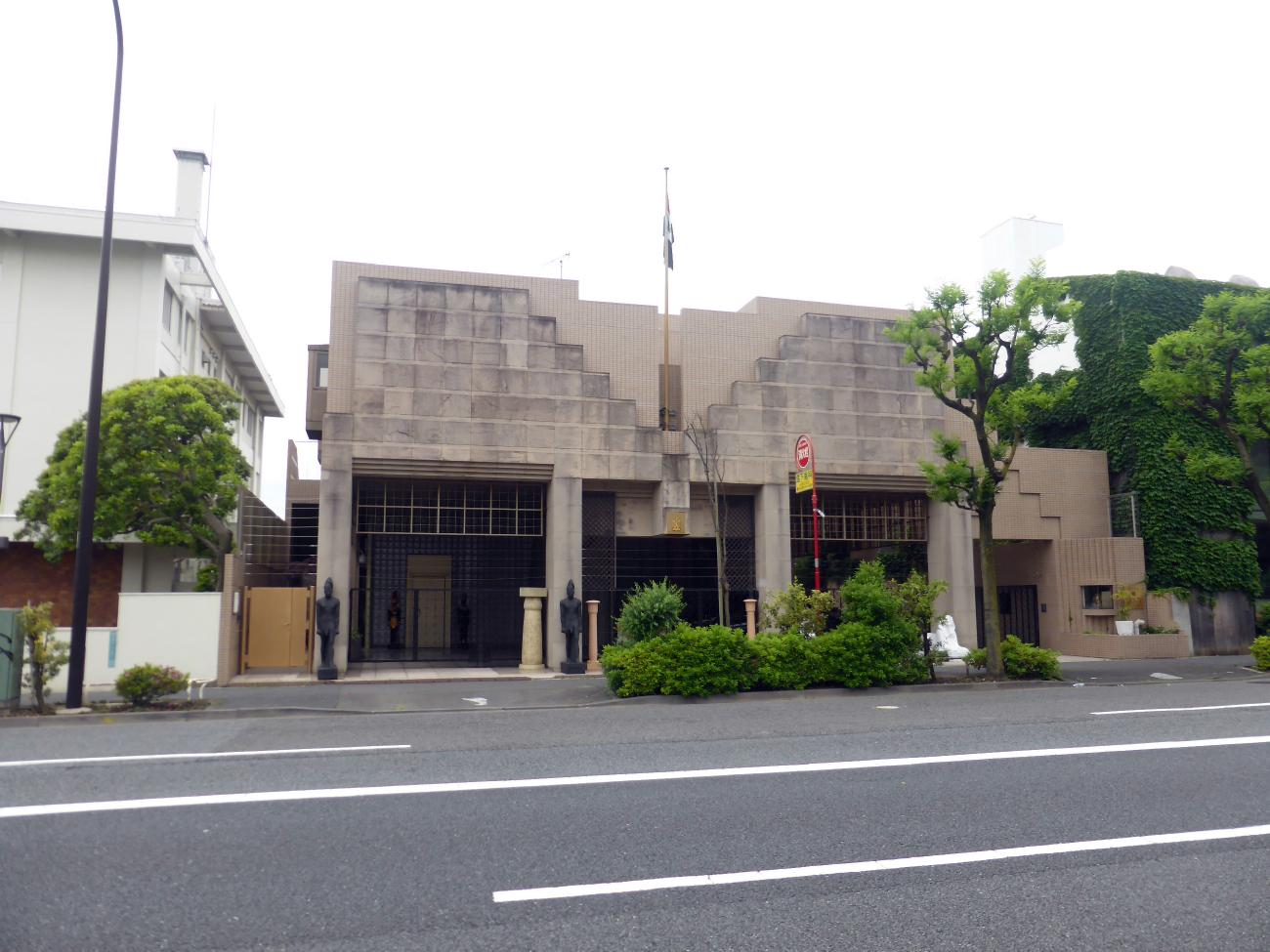
エジプト大使館全景
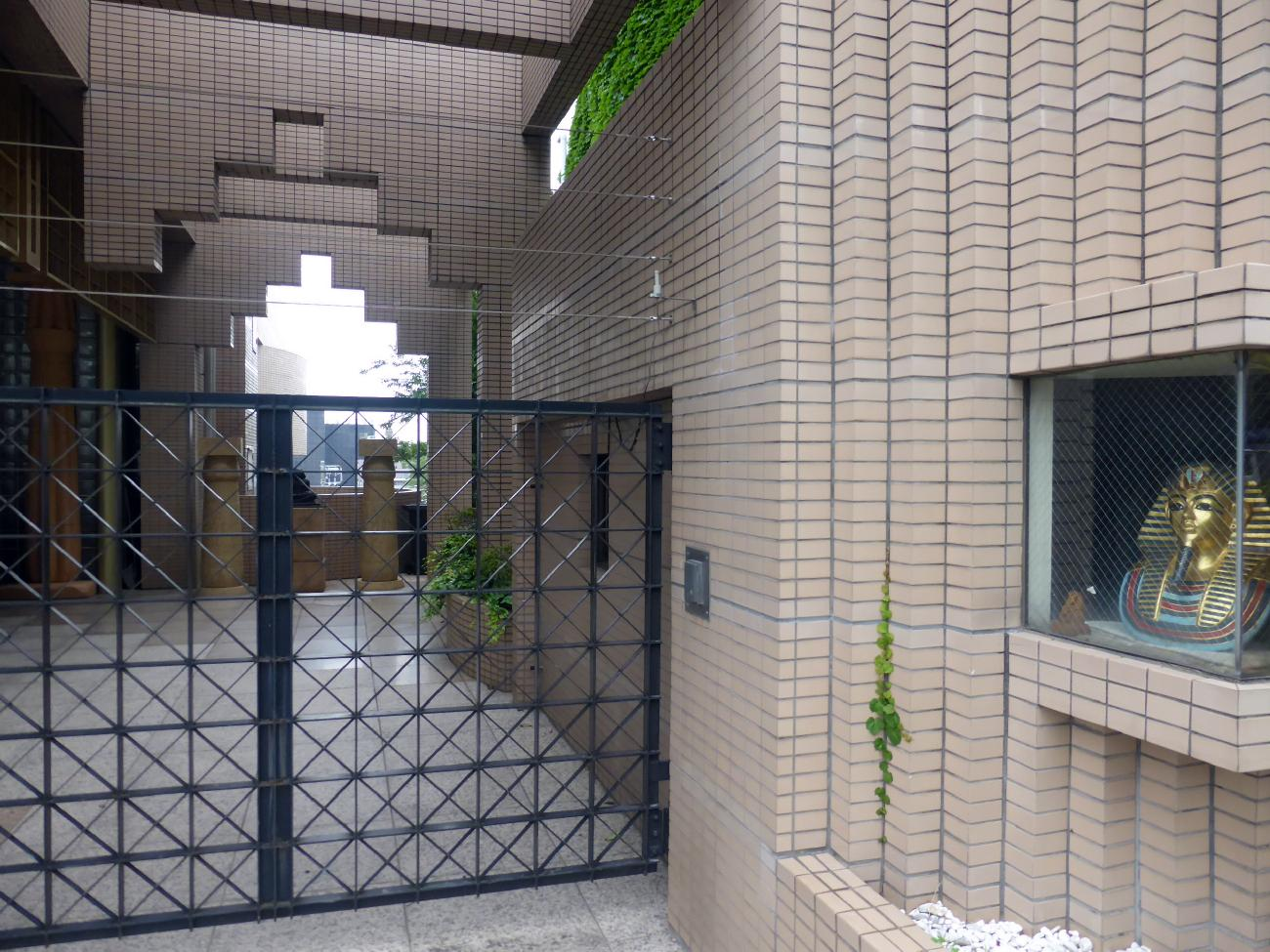
エジプト大使館のツタンカーメンのオブジェ
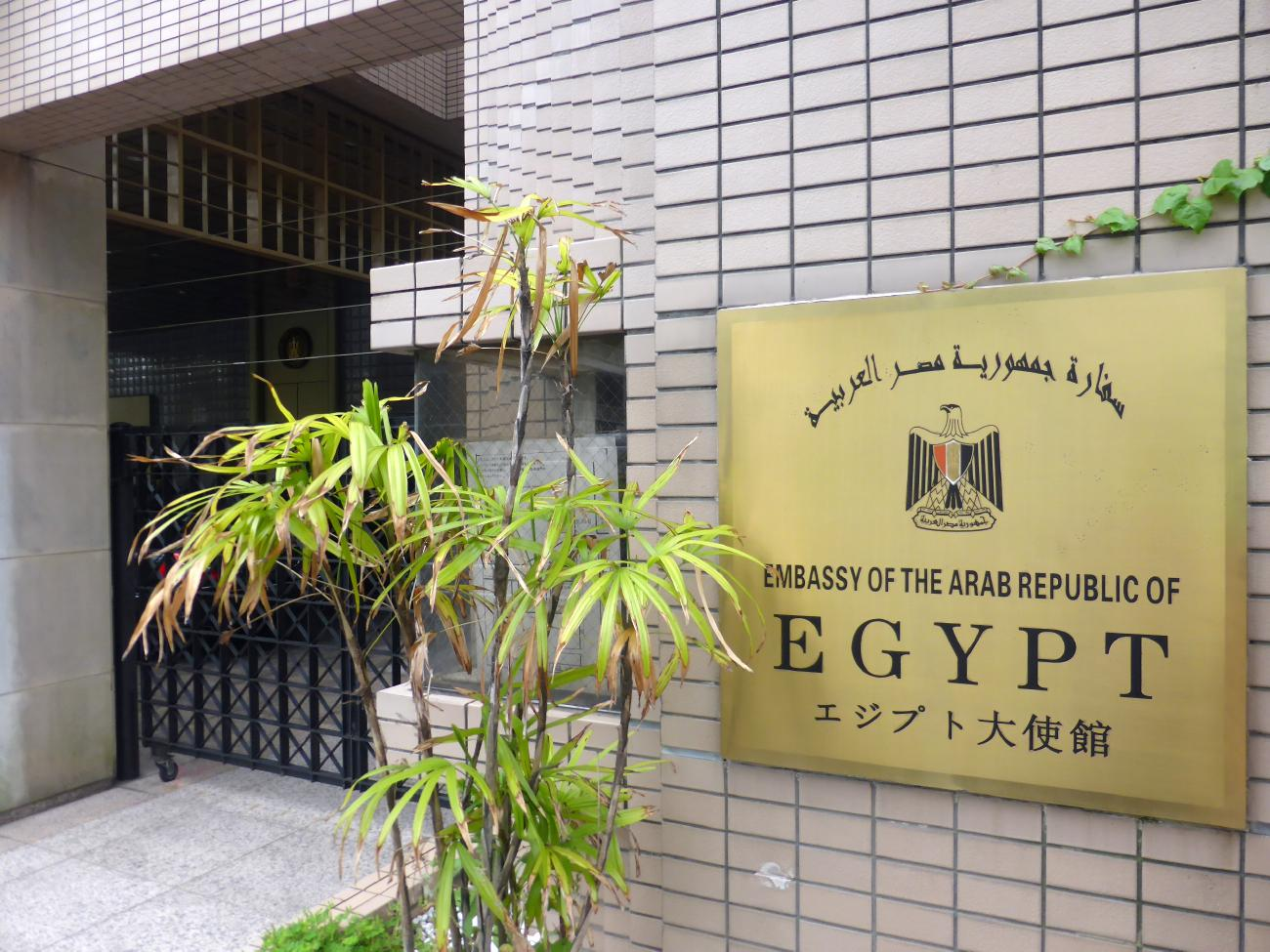
エジプト大使館プレート